# Пеллетная горелка
Пеллетная горелка - это устройство, которое использует в качестве топлива пеллеты (топливные гранулы) для их сжигания в котле. Также в виде топлива может использоваться сухое зерно. Подача пеллет в горелку происходит автоматически из бункера с помощью шнека. Пеллетная горелка применяется в быту, а также в промышленности и служит для отопления помещений, обеспечения горячего водоснабжения (ГВС) и других нужд.

## Принцип работы пеллетной горелки
Практически все пеллетные горелки комплектуются следующим дополнительным оборудованием:
- шнеком подачи топлива (пеллет, зерна);
- контроллером, который автоматически регулирует процесс работы;
- бункером – емкостью в которой находятся пеллеты (из бункера производится непосредственная подача пеллет в горелку);
- лямбда-зондом – устройством, которое в реальном времени измеряет остаток кислорода в дымовых газах и автоматически регулирует процесс горения.

Между горелкой и шнеком  может устанавливаться пластиковая гофрированная труба, которая в случае возникновения обратной тяги и движения огня в сторону бункера, перегорает и огонь далее не распространяется.
Кроме того, пеллетная горелка непосредственно оснащена:
- вентилятором подачи воздуха, который находится либо внизу либо сзади горелки (интенсивность работы вентилятора регулируется контроллером);
- термоэлектрическим нагревателем (ТЭН) для автоматического розжига пеллет.

Пеллеты, в отличие от дров и угля, подаются в топку горелки без вмешательства человека. Достаточно лишь периодически засыпать топливные гранулы в бункер, откуда происходит их автоматическая подача с помощью шнека (шнек рекомендуется устанавливать под углом не более 60о). Шнек имеет электрический привод. Процесс подачи пеллет регулируется контроллером, к которому могут быть подключены датчики температуры воздуха в помещении, датчики воды в системе ГВС и отопления, а также другие индикаторы, согласно которым выбирается тот или иной режим работы пеллетной горелки.
Управление температурой теплоносителя в отопительной системе осуществляется по следующей схеме. По достижению температурой необходимого значения контроллер переводит горелку в режим ожидания. Пеллеты при этом не тухнут, а медленно тлеют. Как только температура теплоносителя в системе отопления опускается ниже заданного значения, по сигналу датчика включается вентилятор горелки, пеллеты при этом разгораются и горелка выходит в рабочий режим. В случае, если пеллеты успели потухнуть, автоматически запускается процедура розжига ТЭНом.
Настройка пеллетной горелки осуществляется путём изменения скорости подачи пеллет в область горения, а также изменением количества поступающего в камеру сгорания воздуха. Правильная настройка пеллетной горелки обеспечивает оптимальную эффективность использования топлива.

## Виды пеллетных горелок

### Факельная горелка
Изначально данный тип горелки использовался для сжигания зерна.
Основные преимущества:
- компактные размеры, позволяющие установить горелку во многие твердотопливные котлы с небольшими топочными камерами;
- достаточно простая в исполнении и надежная в эксплуатации;
- низкие требования к качеству пеллет.

Основные недостатки:
- меньшая мощность, по сравнению с горелками объемного горения;
- горизонтальная направленность пламени, в связи с чем происходит нагрев локальной области котла.

### Горелка объемного горения
Основные преимущества:
- существуют более мощные модели (по сравнению с факельной горелкой);
- более высокий КПД;

Основные недостатки:
- большой размер;
- более сложная конструкция (по сравнению с факельной горелкой);
- высокие требования к качеству топлива (пеллет);
- зависимость от угла наклона (чем больше угол наклона, тем больше образовывается шлака, вследствие чего может произойти остановка подающего шнека);
- длина шнека (чем длиннее шнек, тем больше образовывается древесной пыли, которая ухудшает работу горелки).

### «Каминная» горелка
Данные пеллетные горелки устанавливаются в пеллетные камины и некоторые пиролизные котлы. Горение происходит в чашке, снизу подается воздух, а сверху падают пеллеты. Подобная конструкция практически не используется для промышленных пеллетных горелок из-за своих размеров и необходимости очень точной настройки горелки.

## Применение пеллетной горелки
Пеллетная горелка используется для:
- отопления;
- горячего водоснабжения (ГВС);
- выпекания хлебобулочных изделий;
- растопки бань;
- других хозяйственных и промышленных нужд, где возможно сжигание топливных гранул (пеллет).

Пеллетную горелку можно монтировать на твердотопливные и дизельные котлы, на паровые котлы и пекарные печи (если это позволяет конструкция оборудования, на которое производится монтаж).
В бытовых условиях пеллетная горелка преимущественно монтируется на дверцу твердотопливного котла (некоторые котлы изначально имеют необходимый фланец для монтажа пеллетной горелки). В зависимости от габаритных размеров и веса, горелка может жестко фиксироваться на дверце котла или крепиться к ней на защелках и при открытии перемещаться по специальным направляющим.